# Heike Hustede
Heike Hustede, nach Heirat Nagel, (* 16. Januar 1946 in Osnabrück) ist eine ehemalige deutsche Schwimmerin, die ihre Karriere beim VSK Osnabrück begann und später bei DSW 1912 Darmstadt fortsetzte.

## Werdegang
Die 1,70 Meter große Schwimmerin gewann von 1963 bis 1972 insgesamt 30 deutsche Meistertitel auf Einzelstrecken und mit Vereinsstaffeln. In ihrer Spezialdisziplin Delphin wurde sie über 100 Meter von 1963 bis 1966 viermal in Folge und dann wieder 1968 Meisterin. 1970 erhielt sie die Sportplakette des Landes Hessen. Nach ihrer Heirat gewann sie als Heike Nagel von 1970 bis 1972 drei weitere Titel auf ihrer Spezialstrecke. Über 200 Meter Schmetterling wurden 1967 erstmals Meisterschaften ausgetragen, hier gewann sie 1968, 1971 und 1972. Außerdem wurde sie 1965 Meisterin über 400 Meter Lagen.
Heike Hustede nahm dreimal an Olympischen Spielen teil. 1964 in Tokio wurde sie in 1:08,5 Minuten Sechste über 100 Meter Schmetterling, mit der Lagenstaffel wurde sie im Finale disqualifiziert. 1968 wurde sie Sechste in 1:06,9 Minuten auf der 100-Meter-Strecke. Über 200 Meter belegte sie in 2:27,9 Minuten den fünften Platz. In der Lagenstaffel gewannen Angelika Kraus, Uta Frommater, Heike Hustede und Heidemarie Reineck in 4:36,4 Minuten Bronze hinter den Staffeln aus den USA und Australien. 1972 schied sie über 100 Meter Schmetterling im Halbfinale aus; da Gudrun Beckmann das Finale erreichte, durfte Beckmann in der Lagenstaffel antreten.
Ihren größten Erfolg außerhalb der Staffel erreichte Heike Hustede 1966 bei den Schwimmeuropameisterschaften in Utrecht. In gesamtdeutscher Rekordzeit von 1:06,3 Minuten gewann sie über 100 Meter Schmetterling Silber hinter der Niederländerin Ada Kok.
Für ihre Verdienste um den Sport in Niedersachsen wurde sie in die Ehrengalerie des niedersächsischen Sports des Niedersächsischen Instituts für Sportgeschichte aufgenommen. Außerdem wurde ihr am 27. November 1968 das Silberne Lorbeerblatt verliehen.